# Barbula potaninii
Barbula potaninii är en bladmossart som beskrevs av Brotherus och C. Müller 1896. Barbula potaninii ingår i släktet neonmossor, och familjen Pottiaceae. Inga underarter finns listade i Catalogue of Life.